# Gerd Stub Andersen
Gerd Stub Andersen (10. november 1918 i Stavanger – 17. april 2011) var en norsk modstandskvinde, som var aktiv i i Osvald-gruppen. Hun gik under dæknavnet Sara. 
Andersen voksede opp i en fattig familie. Faren var alkoholiseret, og moren forsøgte sig med flere jobs. Andersen blev tidligt fagorganiseret, og var aktiv i AUF før krigen.
Tidligt i sin ungdom mødte hun Rolf Sunnås. De blev senere gift og bosatte sig i en toværelses lejlighed i Sars'gate 66 ved Carl Berners plass i Oslo.
I 1942 måtte Sunnås flytte til Sverige, og ægteskabet blev afsluttet. Fra da af blev lejligheden et af de centrale mødesteder for Osvaldgruppen. Der opbevarende hun tyske og norske uniformer, udstyr til at fremstille ID-papirer, våben og sprængstoffer. I lejligheden blev gruppens sprængning af Sørlandsbanen (7. oktober 1943) og sprængningen af transportfabrikken Per Kure i Oslo (1. juni 1944) planlagt.
I 1949 giftede hun sig med en af de andre deltagere i Osvaldgruppen, Roar Stub Andersen. I København uddannede hun sig som børneværnspædagog, og indenfor dette fagområde gjorde hun senere en stor indsats i Hurum. Hun grundlagde Sætre børnehave, og arbejdede i børneværnet i Norge i 20 år, otte af dem som leder. I fire år var hun leder i Hovedudvalget for social omsorg i kommunen.